# Die Erbschaft von New York
Die Erbschaft von New York er en tysk stumfilm fra 1919 af Wolfgang Neff.

## Medvirkende
- Siegmund Aschenbach som Van den Laar
- Bruno Eichgrün som Nic Carter
- Erwin Fichtner som Henrik
- Hanna Holl som Lou Renard
- Gerhard Ritterband som Bobby